# Longamoebia
Longamoebia es una subclase de protistas del filo Amoebozoa. Comprende amebas aplanadas de cuerpo alargado (de ahí el nombre) y con subseudopodia puntiaguda. Las células de uno de los órdenes presenta centrosomas.